# Авіація в Туреччині
Туреччина — це важливий авіаційний вузол, який розвивається на стику Європи з ринками, що формуються на Середньому Сході, на Кавказі і в Північній Африці.

## Авіакомпанії

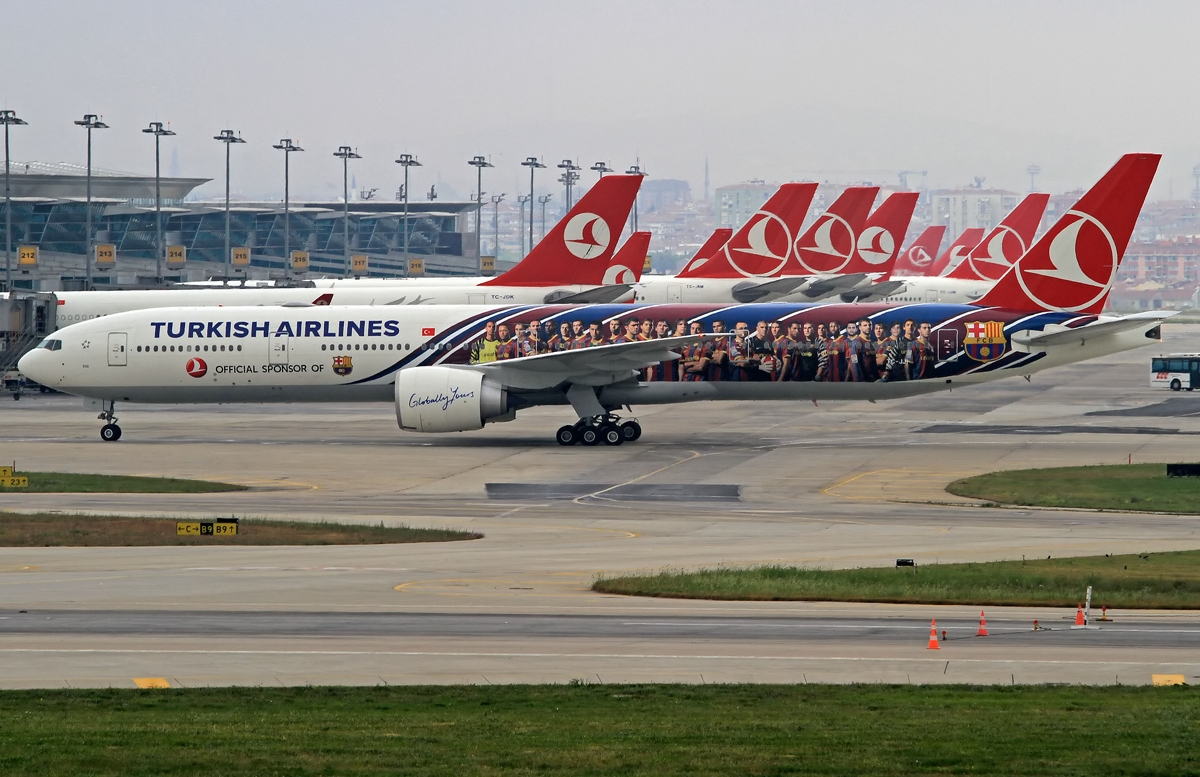
Літаки Турецьких авіаліній

У 1983 році турецький ринок авіакомпаній був лібералізований. Якщо раніше обслуговувати аеропорти країни дозволялося лише державним компаніям, то з прийняттям у 1983 році закону «Про цивільну авіацію» в галузь були допущені приватні компанії. Оскільки регулювання не змогло створити конкурентне середовище, квазі-монополія турецького національного авіаперевізника Turkish Airlines була ще більше посилена. Тільки в 2003 році основні бар'єри для входу на ринок були зняті, що призвело до підвищення конкуренції, хоча Turkish Airlines продовжує користуватися державною підтримкою.
За 2015 рік літаками Turkish Airlines було перевезено 61,8 млн пасажирів. З таким показником компанія є однією з найбільших авіакомпаній світу, зокрема, за кількістю міжнародних пасажирів. Здійснюючи регулярні рейси з 280 напрямків до Європи, Азії, Афрки та Південної Америкиі, станом на лютий 2015 року Turkish Airlines обіймала четверте місце серед найбільших авіаперевізників у світі з деяких напрямів та за обслуговуванням більшості країн світу.

## Аеропорти
З 2000-х років в Туреччині спостерігається надзвичайно інтенсивний розвиток цивільної авіації. Зростання в цій галузі відбувається вдесятеро швидше, ніж у середньому в світі. Адже, 130 напрямків у 60 країнах світу знаходяться в трьох годинах польоту від Стамбула. Якщо в 2003 році в Туреччині аеропорти обслуговували лише 34 млн пасажирів, то в 2010 році їх число зросло до 105 млн, 52 відсотки з них припадало міжнародні рейси. 2012 року послугами турецьких аеропортів скористались 130 мільйонів пасажирів, що робить країну шостим за величиною авіаційним ринком Європи.
У 2015 році через стамбульський аеропорт імені Ататюрка пройшло 61,8 млн пасажирів, що зробило його 11-м із завантаженості аеропортом світу. За попередніми даними 2018 року через головні повітряні ворота Туреччини пройшли 68,2 млн пасажирів. Втім, це 17-й результат у світі.
Цей старіючий аеропорт (відкритий 1912 року) у жовтні 2018 року було замінено першою чергою нового аеропорту Стамбула, який повністю почав функціонувати з квітня 2019 року. Повна вартість близько $8 мільярдів. Він розташований за 40 км від центру Стамбула. 4 квітня 2019 року відбувся «Великий переїзд» — переведення всіх операцій Turkish Airlines у новий аеропорт. Близько 13 тис. одиниць обладнання за 33 години перевезли на відстань 45 кілометрів. Відповідно, код IATA для аеропорту міста Стамбул змінено з ISL на IST.
Планується, що найбільший у світі термінал (наприкінці 2019 року тут одночасно може перебувати до 371 літака, зокрема 114 — на контактній парковці біля терміналу), спочатку буде обслуговувати 90 мільйонів пасажирів.. За попередніми результатами 2019 року понад 70 млн пасажирів або 210 тис. пасажирів в день.
Далі новий аеропорт буде нарощувати пасажиропотік, при цьому заплановано побудувати ще два термінали, які сумарно будуть обслуговувати до 150 млн пасажирів на рік. На повну річну потужність у 200 мільйонів пасажирів аеропорт планує вийти 2028 року. Для цього мають завершити чотири етапи будівництва з шістьма злітно-посадковими смугами. Передбачається, що до 2035 року новий аеропорт стане найбільшим у світі, обслуговуючи 260 мільйонів пасажирів щорічно. Зокрема до Стамбула можна дістатись із шести міст України (Київ, Одеса, Львів, Харків, Херсон і Запоріжжя).
Діяльність міністра транспорту, мореплавства та зв'язку Туреччини Біналі Йилдирима сприяла відкриттю великої кількості нових аеропортів, починаючи з аеропортів Зонгулдак, Шанліурфа і Хатай в 2007 році. За ними відбулося відкриття аеропорту Амасья Мерзіфон у 2008 році, а згодом — аеропорт Газіпаша, обслуговуючий Анталію і аеропорт Гекчеада, обслуговуючий Чанаккале, які були відкриті в 2010 році. Аеропорт Зафер, обслуговуючий міста Афьон-Карахісар, Ушак та Кютаг'я, були відкриті в 2012 році, як і аеропорт Игдир. Наступного року було відкрито аеропорт Ширнаке. Аеропорти Ерхач у Малатьї і Дженгіза Топеля у Коджаелі, які раніше виконували функції військово-повітряних баз, були відкриті для цивільної авіації у 2007 та 2011 роках відповідно.
Новий міжнародний термінал в Ізмірському аеропорту імені Аднана Мендереса було відкрито в 2006 році, а термінал для внутрішніх рейсів — у 2014 році. Нові термінали аеропортів Ерзінджан та Мардін були відкриті в 2011 році, а будівництво нового міжнародного терміналу аеропорту Міляс-Бодрум було завершено в 2012 році.
У той же період, тривали ремонти більшості аеропортів Туреччини, включаючи Токат, Кахраманмараш, Сівас, Газіантеп та Чанаккале, аеропорти Баликесір та Карс Харакани були знову відкриті в 2006 і 2007 роках. Роботи з модернізації аеропортів Баликесір Коджа Сейїт та Кастамону були завершені в 2010 і 2013 роках відповідно.

### Будівництво аеропортів

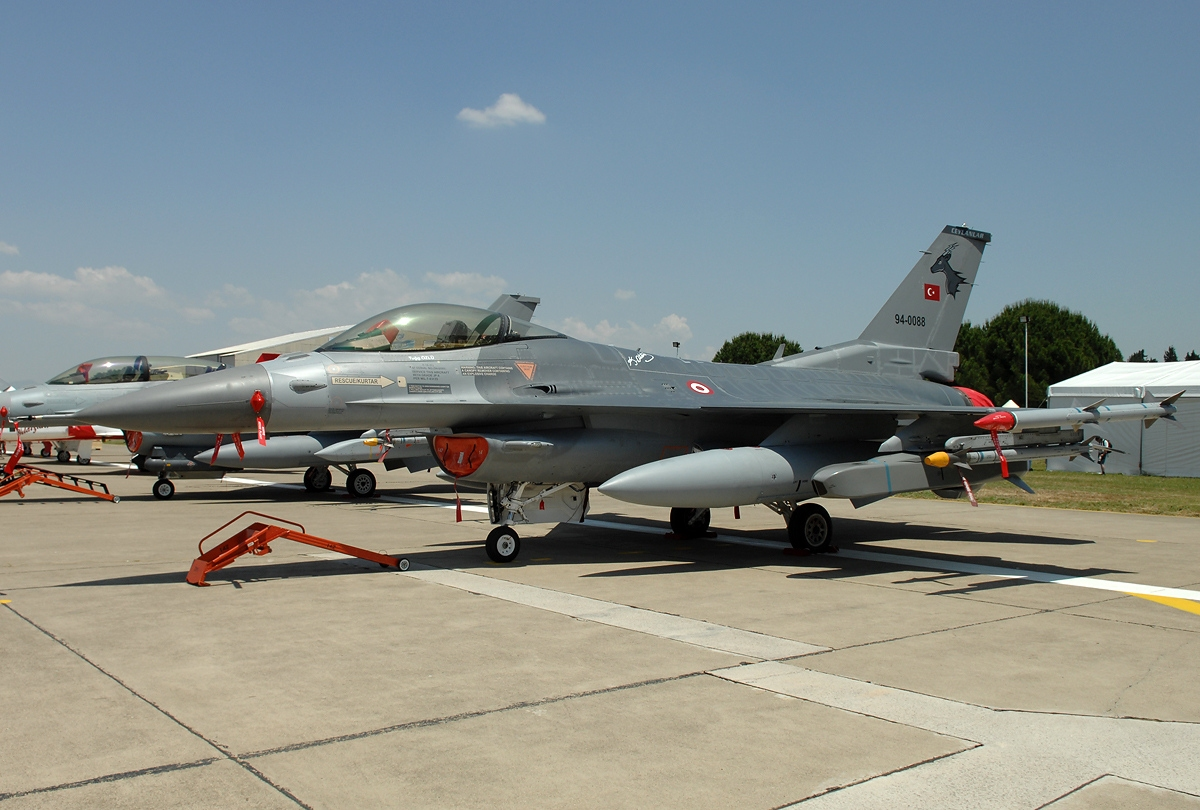
Винищувач Ф-16С турецьких ВПС виробництва TUSAŞ

У секторі будівництва аеропортів одним з регіональних лідерів ринку є будівельна компанія Limak Inşaat. 2007 року Limak Inşaat організувала спільне підприємство з французькою компанією Aéroport de Lyon і виграла тендер на будівництво Приштинського аеропорту. 2015 року компанія виграла тендер на будівництво нового терміналу в міжнародному аеропорту Кувейту. Limak Inşaat також є частиною спільного підприємства, яке виграло тендер на будівництво Нового аеропорту Стамбула.

## Авіаційна промисловість
Туреччина прагне до створення національної аерокосмічної промисловості з моменту заснування Республіки. Головною корпорацією авіапромисловості Туреччини є TUSAŞ, заснована в 1984 році. Вона є наступником корпорації, заснованої в 1973 році під егідою турецького міністерства промисловості і технологій.